# Yang Guang
Yang Guang, född 3 april 1963, är en friidrottare från Kina. Han deltog vid olympiska sommarspelen 1988.